# Paolo Guajardo
Paolo Isaías Guajardo Ibacache (Viña del Mar, 27 maggio 2003) è un calciatore cileno, centrocampista o attaccante dell'Audax Italiano.

## Caratteristiche tecniche
È un'ala che può giocare su entrambe le fasce.

## Carriera

### Club
Guajardo è cresciuto nel settore giovanile del Santiago Wanderers dove ha debuttato l'11 aprile 2021 nell'incontro di Primera División perso 2-1 contro l'Unión La Calera. Ha segnato il suo primo gol il 5 giugno 2022, quando ha messo a segno una doppietta nel successo per 2-0 contro il Dep. Iquique in Primera B.
Nel febbraio del 2024 è stato acquistato a titolo definitivo dall'Audax Italiano.

### Nazionale
Nel gennaio del 2023, è stato incluso dal selezionatore Patricio Ormazábal nella lista dei convocati della nazionale Under-20 per il Campionato sudamericano di calcio Under-20 2023 organizzato in Colombia.

## Statistiche
Statistiche aggiornate al 2 gennaio 2025.

### Presenze e reti nei club
| Stagione                  | Squadra                   | Campionato                | Campionato | Campionato | Coppe nazionali | Coppe nazionali | Coppe nazionali | Coppe continentali | Coppe continentali | Coppe continentali | Altre coppe | Altre coppe | Altre coppe | Totale | Totale | Totale |
| Stagione                  | Squadra                   | Comp                      | Pres       | Reti       | Comp            | Pres            | Reti            | Comp               | Pres               | Reti               | Comp        | Pres        | Reti        | Pres   | Reti   |        |
| ------------------------- | ------------------------- | ------------------------- | ---------- | ---------- | --------------- | --------------- | --------------- | ------------------ | ------------------ | ------------------ | ----------- | ----------- | ----------- | ------ | ------ | ------ |
| 2021                      | Santiago Wanderers        | PD                        | 6          | 0          | CC              | 2               | 0               | -                  | -                  | -                  | -           | -           | -           | 8      | 0      |        |
| 2022                      | Santiago Wanderers        | PB                        | 15         | 5          | CC              | 1               | 0               | -                  | -                  | -                  | -           | -           | -           | 16     | 5      |        |
| 2023                      | Santiago Wanderers        | PB                        | 34         | 0          | CC              | 2               | 0               | -                  | -                  | -                  | -           | -           | -           | 36     | 0      |        |
| Totale Santiago Wanderers | Totale Santiago Wanderers | Totale Santiago Wanderers | 55         | 5          |                 | 5               | 0               |                    | -                  | -                  |             | -           | -           | 60     | 5      |        |
| 2024                      | Audax Italiano            | PD                        | 26         | 1          | CC              | 3               | 0               | -                  | -                  | -                  | -           | -           | -           | 29     | 1      |        |
| Totale carriera           | Totale carriera           | Totale carriera           | 81         | 6          |                 | 8               | 0               |                    | -                  | -                  |             | -           | -           | 89     | 6      |        |